# Amer Mubarak
Amer Mubarak (sinh ngày 28 tháng 12 năm 1987 ở Các Tiểu vương quốc Ả Rập Thống nhất) là một cầu thủ bóng đá người Các Tiểu vương quốc Ả Rập Thống nhất thi đấu cho câu lạc bộ quê nhà Al-Ahli ở UAE Football League. Anh được triệu tập vào Đội tuyển bóng đá quốc gia Các Tiểu vương quốc Ả Rập Thống nhất tại Cúp bóng đá châu Á 2011 và Vòng loại giải vô địch bóng đá thế giới 2014.